# Giraúl
Giraúl är ett vattendrag i Angola.   Det ligger i provinsen Namibe, i den västra delen av landet, 700 kilometer söder om huvudstaden Luanda.
Runt Giraúl är det mycket glesbefolkat, med 2 invånare per kvadratkilometer.